# タックハ県

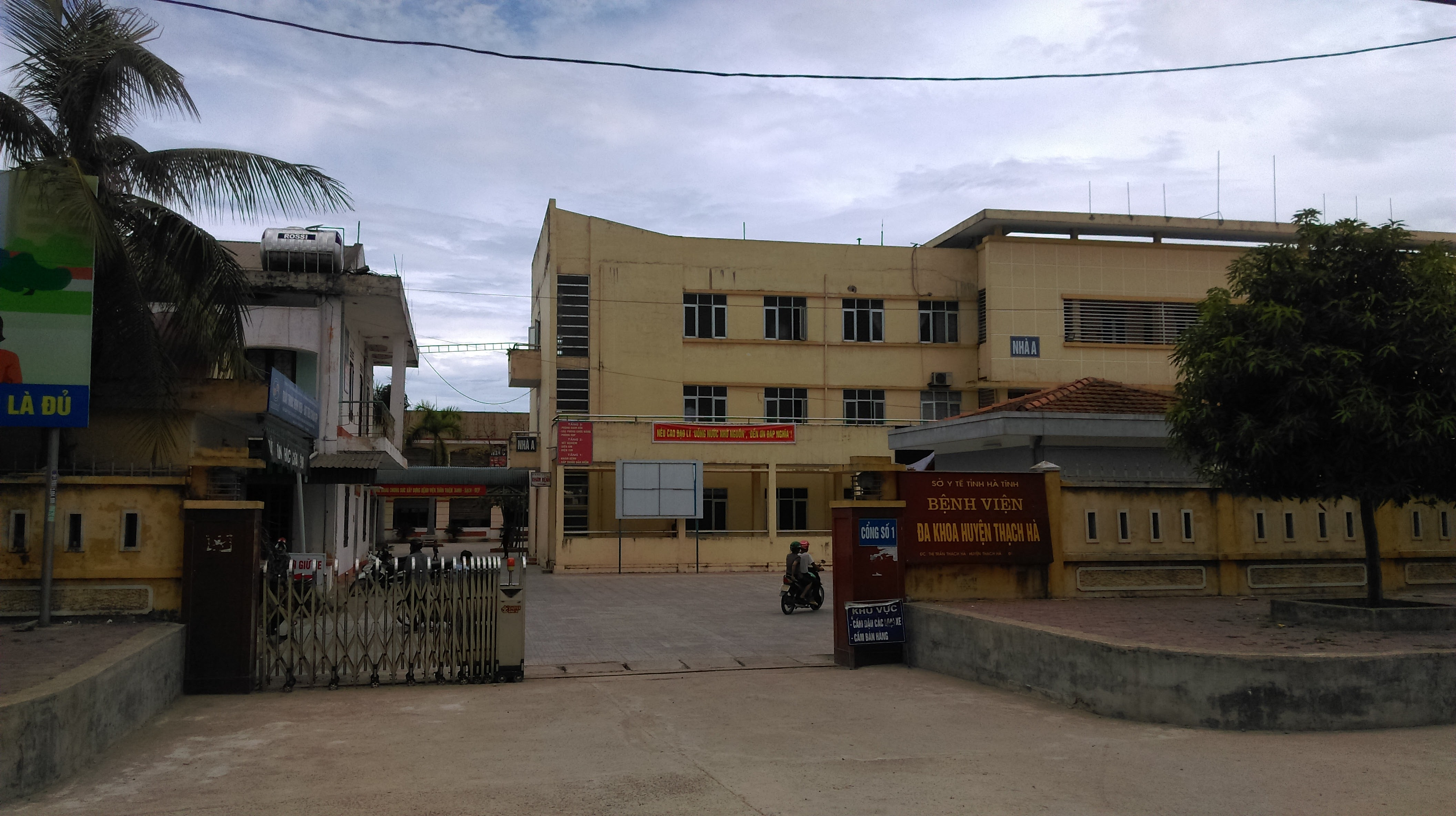
タックハ県の病院

タックハ県（タックハけん、ベトナム語：Huyện Thạch Hà / 縣石河? ）は、ベトナム社会主義共和国ハティン省の県。面積は399 km²、人口は132,377人（2018年）である。

## 行政区画
1市鎮21社を管轄する。